# Inmigración venezolana en Uruguay
La inmigración venezolana en Uruguay es un fenómeno migratorio reciente, que habiendo comenzado en la década de 2000 y se acentuó a partir de la década de 2010.
De acuerdo a datos oficiales, más de 1.000 venezolanos emigraron al Uruguay en 2016, mientras que para el año 2017 se esperaba la llegada de unos 2.340 venezolanos al país.
En 2017 los ciudadanos de origen venezolano constituyen la tercera comunidad de extranjeros en número de trámites para obtener la residencia permanente en el Uruguay, mientras que argentinos y  brasileños ostentan el primer y segundo lugar, respectivamente.
En 2018 la cifra continuó en un ascenso, registrándose entre los meses de enero y abril un aumento tal, que ese año se concedieron el 45% de todas las residencias otorgadas en el período correspondiente a los cuatro años anteriores.

## Reseña histórica
Uruguay se ha convertido en un país cada vez más atractivo y elegido por varios venezolanos a la hora de emigrar. Esto se debe, en parte, a que ambos países son miembros del Mercosur, lo que conlleva algunos beneficios y facilidades, a la hora de tramitar la residencia en un país miembro del bloque.
Otro factor motivador para los emigrantes venezolanos es la estabilidad económica y la conexión lingüística entre ambos países.
Muchos venezolanos llegan caminando desde su país, a través de una larga travesía de varios días, recorriendo diferentes rutas terrestres alternativas, que van desde un mínimo de 4.720 km, y puede alcanzar los 6.000 km. Para escapar de Venezuela deben toman rutas que se desvían del trayecto más corto, ocasionando muchos kilómetros de caminatas extra, para evitar ciertos puntos críticos, donde se presentan controles que podrían frustrar la travesía hacia Uruguay.

## Integración
No todos los venezolanos que se instalan en Uruguay tienen un proceso de integración sencillo a la sociedad uruguaya, no obstante lo cual, algunos jóvenes inmigrantes han comenzado a militar en la política.[cita requerida]

## Flujos migratorios
| Crecimiento de los venezolanos en Uruguay | Crecimiento de los venezolanos en Uruguay |
| Año                                       | Radicaciones de ciudadanos venezolanos    |
| ----------------------------------------- | ----------------------------------------- |
| 2014                                      | 1 050                                     |
| 2015                                      | 1 100                                     |
| 2016                                      | 1 340                                     |
| 2017                                      | 1 617                                     |
| 2018                                      | 3 717                                     |
| 2019                                      | 8 200                                     |
| 2020                                      | 14 949                                    |
| 2023                                      | 33 000                                    |

## Gastronomía
Con su nutrida presencia, los venezolanos han comenzado a influir en la gastronomía montevideana con sus arepas, tequeños, cachapas y otros "alimentos"

## Organizaciones
Fundada en 2015, la ONG Manos Veneguayas, desde un local en Montevideo proporcionado por el Centro de Estudios Cívicos, brinda servicios de orientación y asistencia al migrante.
Una de las actividades permanentes que la ONG desarrolla antes de cada invierno, es la colecta de ropa de abrigo para los migrantes venezolanos que lo necesiten, quienes deben enfrentar el invierno austral que afecta a Uruguay cada año, entre los meses de junio y septiembre.
Más allá de la creciente colonia venezolana, Manos Veneguayas también atiende necesidades de otros migrantes que llegan a Uruguay, provenientes de Cuba y República Dominicana. La Agencia de las Naciones Unidas para los Refugiados desarrolla programas con esta ONG.